# Cary A. Hardee
Cary Augustus Hardee, född 13 november 1876 i Taylor County, Florida, död 21 november 1957 i Live Oak, Florida, var en amerikansk demokratisk politiker. Han var den 23:e guvernören i delstaten Florida 1921-1925.
Hardee gifte sig 7 februari 1900 med Maud Randell. Han studerade juridik. Han arbetade sedan som advokat och bankdirektör i Live Oak.
Hardee efterträdde 1921 Sidney Johnston Catts som guvernör i Florida. Elektriska stolen blev en laglig avrättningsmetod i Florida under Hardees tid som guvernör. Leasing av fångar till privata företag (convict lease system) blev däremot olagligt. Han efterträddes 1925 av John W. Martin.
Hardee deltog utan framgång i demokraternas primärval inför guvernörsvalet 1932. David Sholtz vann både primärvalet och själva guvernörsvalet.
Hardee var baptist och frimurare. Hans grav finns på Oak Ridge Cemetery i Madison, Florida. Hardee County har fått sitt namn efter Cary A. Hardee.